# Alapi à sourcils blancs
Myrmoborus leucophrys
Espèce
Statut de conservation UICN

 LC  : Préoccupation mineure
L’Alapi à sourcils blancs (Myrmoborus leucophrys) est une espèce de passereaux de la famille des Thamnophilidae.

## Répartition

Aire de répartition de Myrmoborus leucophrys.

Cet oiseau se rencontre en Bolivie, au Brésil, en Colombie, en Équateur, au Guyana, en Guyane, au Pérou, au Suriname et au Venezuela.

## Liste des sous-espèces
Selon GBIF (15 avril 2024) :
- Myrmoborus leucophrys angustirostris (Cabanis, 1848)
- Myrmoborus leucophrys erythrophrys (P.L.Sclater, 1855)
- Myrmoborus leucophrys griseigula Zimmer, 1932
- Myrmoborus leucophrys koenigorum O'Neill & T.A.Parker, 1997
- Myrmoborus leucophrys leucophrys (Tschudi, 1844)

## Classification
Le nom valide complet (avec auteur) de ce taxon est Myrmoborus leucophrys (Tschudi, 1844).
L'espèce a été initialement classée dans le genre Pithys sous le protonyme Pithys leucophrys Tschudi, 1844.
Ce taxon porte en français les noms vernaculaires ou normalisés suivants : Alapi à sourcils blancs,.
Myrmoborus leucophrys a pour synonyme :
- Pithys leucophrys Tschudi, 1844